# Ruby Gillman, Teenage Kraken
Ruby Gillman, Teenage Kraken (conocida como Ruby: Aventuras de una kraken adolescente en España y Krakens y sirenas: Conoce a los Gillman en Hispanoamérica) es una película animada en CGI producida por DreamWorks Animation y distribuida por Universal Pictures. La película está dirigida por Kirk DeMicco y codirigida por Faryn Pearl a partir de un guion de Pam Brady y DeMicco y cuenta con un elenco de voces que incluyen a Lana Condor, Toni Collette, Annie Murphy, Sam Richardson, Liza Koshy, Will Forte, Colman Domingo, Jaboukie Young-White, Blue Chapman, Eduardo Franco, Ramona Young, Echo Kellum, Nicole Byer, y Jane Fonda.
En la película, Ruby Gillman (Lana Condor), de dieciséis años, está desesperada por encajar en el instituto Oceanside, pero cuando rompe la norma de su madre (Toni Collette) de no ir a la playa con posibles amigos, Ruby descubre que es descendiente directa de las reinas guerreras Kraken y que está destinada a heredar el trono de su abuela, la Reina del Reino Sumergido de los Krakens y Gran Guerrera Protectora de los Siete Mares (Jane Fonda).
La película se presentó por primera vez a DreamWorks Animation y llevaba varios años en preparación. Finalmente se anunció en junio de 2021 con el título original de Meet the Gillmans que incluía a Lana Condor, Laura Dern, Michael Sheen y Annie Murphy como el casting principal, con un año de estreno previsto para 2022. Paul Tibbitt se encargó de la dirección y Pam Brady del guion, y se esperaba que la producción de la película comenzara en el 2022. La mayoría de los miembros del reparto de voces, junto con la confirmación de Lana Condor y Anna Murphy, anunciaron la película en marzo de 2023, junto con el nuevo director. Tibbit renunció como director de la película, y DeMicco ocupó su puesto como director con Kelly Cilella produciendo la película.
Ruby Gillman, Teenage Kraken se estrenó en los Estados Unidos el 30 de junio de 2023 por DreamWorks Animation. La película recaudo un total de 46 fatales de millones de dólares, dándole pérdidas de 80 millones de dólares a Universal Pictures.

## Argumento
En la ciudad costera de Oceanside, California, Ruby Gillman, una adolescente de dieciséis  años, vive con su familia, que en secreto son krakens humanoides que intentan adaptarse a una vida normal entre los humanos.
Su madre sobreprotectora, Agatha, le prohíbe ir al baile de graduación del instituto, debido a que se celebrara en un barco en el océano, por la regla familiar de no tocar agua salada. Al principio, Ruby decide no ir, pero sus mejores amigos Margot, Trevin y Bliss la convencen para que así pueda invitar a salir a su enamorado, el skater y compañero de matemáticas, Connor.
Antes de que ella pueda preguntarle y debido a un percance con un cañón de confeti otorgado por Margot, Connor tropieza y se cae al mar, obligando a Ruby a saltar para salvarle. En cambio, después de que Ruby le coloque en el embarcadero, Connor cree que la nueva chica, Chelsea Van Der Zee, lo salvó y ella, por alguna razón, trata de hacerse amiga de Ruby.
Cuando Ruby se esconde en la biblioteca, tras ver unas misteriosas ventosas bioluminiscentes en sus manos, se transforma en una forma colosal y monstruosa de kraken, destruyendo accidentalmente la biblioteca, con Chelsea como testigo, mientras ella huye hacia el faro para esconderse en un banco de niebla. Agatha se entera y la persigue, reencontrándose con su hermano menor Brill por el camino, y los dos logran calmar a una angustiada Ruby, quien logra encogerse hasta su tamaño normal. 
De vuelta en casa, el padre de Ruby, Arthur, y su hermano pequeño, Sam, se enteran de lo sucedido y Agatha le confiesa a Ruby la verdad: las mujeres de la familia, incluyendo ella, pueden convertirse en krakens gigantes al entrar en contacto con agua salada. Enojada porque Agatha nunca le contó la verdad y siguiendo los consejos de Brill, Ruby se escapa al Reino Sumergido de los Krakens, donde conoce a los otros de su especie y a su abuela, la legendaria Reina del Reino Sumergido de los Krakens y Gran Guerrera Protectora de los Siete Mares, Grandmamah. 
Ella le revela a Ruby que es una princesa y la próxima heredera al trono, y cuando Ruby no entiende mucho de lo que sucede, Grandmamah le explica el significado de su linaje y le cuenta la historia de su familia: durante eones, los krakens, seres honorables y defensores que la humanidad solía considerarlos cruelmente como monstruos peligrosos y asesinos, habían estado en guerra contra todo tipo de terribles amenazas marinas que quieren destruir el Reino Sumergido y hacerse con el dominio de los Siete Mares, como el Leviathan o el Umibozu; pero la más peligrosa e importante de todas las amenazas era la guerra contra las sirenas, adoradas e idolatradas por los humanos pero que son en realidad criaturas despiadadas y narcisistas. 
La guerra terminó hace quince años, cuando los valientes krakens liderados por Grandmamah y Agatha, quien en esa época era una joven princesa guerrera y la próxima en ser coronada Reina del Reino Sumergido, se enfrascaron en una última batalla a vida o muerte contra las vanidosas sirenas lideradas por la malvada Reina Nerissa, por la posesión de una poderosa arma conocida como el Tridente de Oceanus. Durante la batalla, Agatha logró "matar" a Nerissa, atrapar a las sirenas por toda la eternidad y esconder el Tridente, causando que, por alguna razón desconocida, abandonara su hogar, a su madre y a su gente, renunciando así a su linaje como kraken guerrera y a su derecho al trono, para marcharse a vivir junto a su familia al mundo de los humanos, teniendo su nuevo hogar en Oceanside. 
Ante esta información, Ruby rechaza su derecho al trono, pero está agradecida de haber conocido finalmente a su abuela. De camino a casa, Ruby es atacada por el anciano marinero y guía turístico, Gordon Lighthouse, quien casi la mata si no fuera por la repentina aparición de Chelsea, quien salva a Ruby y le revela que es una sirena.
Al día siguiente, Ruby intenta volver a su vida normal, pero las imágenes de su forma de kraken se vuelven virales, por lo que decide abandonar el instituto con Chelsea, quien le confiesa que es la hija de Nerissa, y mostrándole amistad a Ruby, le pide que consiga el Tridente de su escondite en un volcán submarino, que solo un kraken de linaje real puede atravesar, para supuestamente poder cumplir su sueño de una alianza de paz entre krakens y sirenas, por lo que Ruby decide entrenar con Grandmamah para ser lo suficientemente poderosa como para conseguirlo, incluyendo dominar superfuerza, supervelocidad, piel blindada y ojos láser.
En la noche del baile de graduación, Ruby le confiesa a su madre su amistad con Chelsea, pero esta, decepcionada porque su hija se hizo amiga de una sirena, le prohíbe volver a ver a Grandmamah, haciendo enfadar a Ruby y se marche en su forma gigante. Luego, Agatha habla con Granmamah para discutir duramente con ella por todo lo que ha causado, y cuando esta descubre la amistad entre Ruby y Chelsea, ésta revela que Nerissa nunca tuvo descendencia. 
Desconociendo esta información, Ruby finalmente logra obtener el Tridente para Chelsea, pero cuando esta lo coge, le revela que en realidad es Nerissa, y que planea usar el Tridente para vengarse de Agatha, destruir Oceanside y liberar a las sirenas de su encierro eterno, atrapando a Ruby bajo unos escombros mientras comienza a crecer a un tamaño gigantesco y monstruoso.
Mientas Agatha y Grandmamah intentan luchar contra Nerissa, Brill encuentra a Ruby herida y triste, y le confiesa el verdadero motivo por el que Agatha se fue a vivir a Oceanside: para criar a Ruby y protegerla del peligro que suponía la guerra entre krakens y sirenas. Ante esta revelación, Ruby decide demostrar que ya no es una niña, aceptando su título de kraken guerrera, y regresa a la superficie para enfrentarse a Nerissa, justo cuando esta estaba a punto de derrotar a Agatha y Grandmamah, y confesando su secreto a sus amigos y a Connor.
Durante la batalla, Ruby logra desarmar temporalmente a Nerissa y se da cuenta de que el Tridente puede destruirse con un poder equivalente al suyo, por lo que ella, Agatha y Grandmamah combinan sus ojos láser para destruirlo, derrotando a Nerissa y obligándola a encogerse de nuevo a su tamaño normal, siendo luego capturada por Gordon. Al final, Ruby se reconcilia con Agatha, se reúne con sus amigos e invita a Connor al baile, a lo que él acepta, mientras Agatha y Grandmamah también hacen las paces, para alegría de Brill.
Algún tiempo después, todo vuelve a la normalidad, Ruby y Connor se convierten en pareja, mientras ella acepta fielmente su destino como la nueva Gran Guerrera Protectora de los Siete Mares y sucesora al trono como la futura Reina del Reino Sumergido de los Krakens, además de ser aceptada como figura heroica de Oceanside.

## Reparto principal
- Lana Condor como Ruby Gillman, una ingenua y tímida kraken adolescente de 16 años que está desesperada por encajar en el instituto Oceanside.
- Annie Murphy como Chelsea Van Der Zee, una sirena esnob que puede convertirse en humana y es la chica nueva del instituto Oceanside.
- Toni Collette como Agatha Gillman, aproximadamente de unos 38 o 42 años y es la sobreprotectora madre de Ruby, que no le permite ir a la playa con ninguna amiga.
- Liza Koshy como Margot, una dramática  compañera de la escuela en el instituto Oceanside de 15 años.
- Sam Richardson como Brill de unos 40 años, el tío de Ruby y el hermano de Agatha.
- Will Forte como Capitan Gordon Lighthouse que estaba super asustado por ver a Ruby Gillman en su forma de Kraken.
- Colman Domingo como Arthur Gillman de 43 años, el padre de Ruby.
- Jaboukie Young-White como Connor de aproximadamente 17 años el chico al que Ruby está enamorada, que sólo parece admirarla por sus fractales.
- Blue Chapman como Sam Gillman de aproximadamente 11 años, el hermano menor de Ruby.
- Eduardo Franco como Trevin, un jugador y uno de los amigos de Ruby.
- Ramona Young como Bliss, una chica gótica y una de las amigas de Ruby.
- Nicole Byer como Janice la amiga de Ruby quien le da consejos para ir al baile y invitar a Connor.
- Echo Kellum como Nessie la mascota de Ruby y Sam Gillman
- Jane Fonda como Grandmamah, la Reina del Reino Sumergido de los Krakens y Gran Guerrera Protectora de los Siete Mares, la abuela de Ruby y Sam y la madre de Agatha y Brill que asciende a Ruby a su trono.

## Doblaje
| Personaje                           | Actor de voz original Estados Unidos | Actor de doblaje Hispanoamérica | Actor de doblaje España   |
| ----------------------------------- | ------------------------------------ | ------------------------------- | ------------------------- |
| Ruby Gillman                        | Lana Condor                          | Azul Guaita                     | Elena Jiménez             |
| Chelsea Van Der Zee / Reina Nerissa | Annie Murphy                         | Nina Rubín Legarreta            | Ana De Castro             |
| Agatha Gillman                      | Toni Collette                        | Adriana Casas                   | Isabel Fernández Avanthay |
| Grandmamah (Gran mamá en español)   | Jane Fonda                           | Yolanda Vidal                   | Paloma Escola             |
| Arthur Gillman                      | Colman Domingo                       | Pepe Campa                      | Pedro Tena                |
| Tío Brill                           | Sam Richardson                       | Julio Bernal                    | Miguel Ángel Garzón       |
| Sam Gillman                         | Blue Chapman                         | Jorge Rafael                    | Tomy Vírseda              |
| Connor                              | Jaboukie Young-White                 | Jared Mendoza                   | Unai Martín               |
| Gordon Lighthouse                   | Will Forte                           | Humberto Solórzano              | Luis Fernando Ríos        |
| Margot                              | Liza Koshy                           | Fernanda Robles                 | Vera Bosch                |
| Bliss (Allegra en España)           | Ramona Young                         | Yetzary Olcort                  | María Genzor              |
| Trevin                              | Eduardo Franco                       | Brandon Montor                  | Adrián Viador             |

## Música
Music Video - One Less Day (Dying Young) Performed by Freya Ridings

## Producción
Según Animation Magazine, la productora Kelly Cooney Cilella ha declarado que la película lleva varios años creándose. La primera vez que se propuso al estudio DreamWorks Animation trataba de una familia de monstruos marinos que se habían trasladado a tierra firme y se escondían a plena vista. La actriz declaró: "Nuestra heroína es un personaje adorable y estoy deseando que el público la conozca y se enamore de ella como lo hemos hecho nosotros, porque empieza la película como un personaje extravagante, un poco inseguro pero de gran corazón, pero que esconde un secreto que no puede contar a sus amigos. Pero al final el kraken se despierta dentro de ella y no hay forma de ocultarlo. Aprende que su destino es mucho más que ser una adolescente normal de instituto, y que está destinada a ser la próxima gran protectora de los mares. Su viaje consiste en descubrirse a sí misma y abrazar esa faceta suya que había estado dormida durante tanto tiempo, y para mí fue muy emocionante contar una historia a gran escala que la convirtiera en un personaje plenamente desarrollado". El director Kirk DeMicco declaró que citó las películas de John Hughes, Easy A (2010), Lady Bird (2017) y Booksmart (2019) como sus inspiraciones.
En junio de 2021, TheGWW informó de que una película titulada originalmente Meet the Gillmans estaba en producción en DreamWorks Animation, con un casting en marcha y un estreno previsto para 2022. Se anunció que Paul Tibbitt, de Bob Esponja, sería el director, y se confirmó que Pam Brady escribiría la película. Lana Condor, Laura Dern y Michael Sheen habían sido elegidos para los papeles de Ruby, su madre y su padre, respectivamente, mientras que Annie Murphy sería Clarica. Chris Kuser y Christi Soper serán los productores ejecutivos. También se esperaba que la producción de la misma comenzara en 2022. En diciembre de 2022, se reveló que el título de la película sería Ruby Gillman, Teenage Kraken.
El 16 de marzo de 2023, se anunció públicamente el reparto y el equipo. Junto con los papeles confirmados de Condor y Murphy, otros nuevos miembros del reparto de la película son Toni Collette, Sam Richardson, Liza Koshy, Will Forte, Colman Domingo, Jaboukie Young-White, Blue Chapman, Eduardo Franco, Ramona Young, Echo Kellum, Nicole Byer y Jane Fonda, mientras que DeMicco (en sustitución de Tibbitt), Faryn Pearl y Cilella fueron revelados como director, codirector y productor, respectivamente.

## Estreno
En diciembre de 2022, el director gerente de Universal Pictures International Italia, Massimo Proietti, reveló que la película se estrenaría en el verano de 2023. El 16 de marzo de 2023, tras el lanzamiento del tráiler oficial, se reveló que Ruby Gillman, Teenage Kraken se estrenaría el 30 de junio de 2023, tomando la fecha de estreno original de Migration, una próxima película de Illumination.

## Futuro
Kirk DeMicco declaró que quedaban algunos hilos argumentales en la película que a los realizadores les gustaría explorar si tuvieran la oportunidad; "La sala de la estatua donde el personaje de Jane Fonda le cuenta [a Ruby] sobre todos los demás monstruos. Hay algunos monstruos en lo profundo de las sombras que eran los monstruos submarinos con los que una vez jugábamos y que nos encantaría poder ver". Además, afirmó: "Espero que el mensaje familiar resuene de una manera que el público quiera ver más entregas de la historia de Ruby, así como la de su familia y amigos. Creamos muchos monstruos para que ella luche, así que espero que algún día pueda ¡Lucharé contra un leviatán! Lana Condor, quien le da voz a Ruby, también ha expresado interés en retomar su papel, afirmando: "La dejamos en su estado más seguro, pero apenas estamos arañando la superficie de lo que es capaz de hacer. Me encantaría ver a Ruby realmente hacer ejercicio". Espero que esto sea solo el comienzo y se convierta en un clásico como lo hizo Shrek, etc.: que personas de todas las formas, tamaños, edades e identidades puedan verse a sí mismas en esta película. No tengas miedo de ser tú mismo y hazlo a lo grande, ¡arriésgate!".